# Ворожейкин, Арсений Васильевич

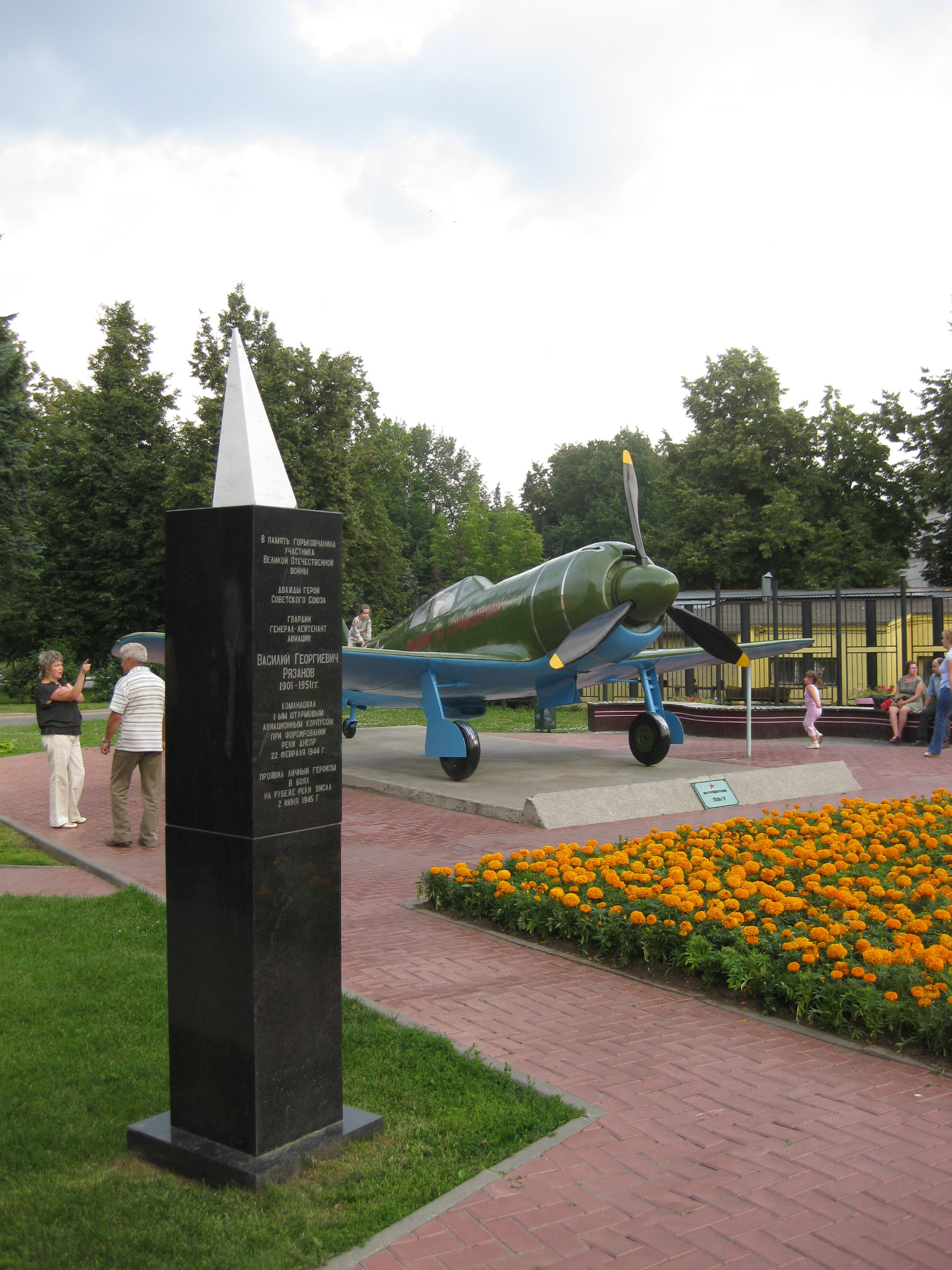
Стела А. В. Ворожейкину и В. Г. Рязанову в Нижегородском кремле

Арсе́ний Васи́льевич Вороже́йкин (27 октября [9 ноября] 1914, Городецкий уезд, Нижегородская губерния — 23 мая 2001, Москва) — советский лётчик-истребитель, участник боёв на Халхин-Голе, Советско-финской и Великой Отечественной войн, в годы войны командир эскадрильи 728-го истребительного авиационного полка (256-й истребительной авиационной дивизии, 5-го истребительного авиационного корпуса, 2-й воздушной армии, 1-го Украинского фронта), заместитель командира 32-го истребительного авиационного полка (1944), дважды Герой Советского Союза, первый заместитель командующего ПВО Черноморского флота СССР, генерал-майор авиации (31.05.1954), писатель.

## Биография

### Довоенный период
А. В. Ворожейкин родился 9 ноября 1914 года в деревне Прокофьево Балахнинского уезда Нижегородской губернии, ныне село Прокофьево Городецкого района Нижегородской области в крестьянской семье (в автобиографии год рождения — 1912). По национальности русский. Член ВКП(б)-КПСС с 1932 года.
В 1931 году Арсений Ворожейкин с товарищем стремился добровольцем вступить в ряды Красной армии, но получил отказ — по возрасту. После этого он исправил в документе год рождения с 1914 на 1912. Служил с 1931 по 1933 годы — красноармеец, затем младший командир кавалерийского полка 17-й стрелковой дивизии (город Горький). После увольнения в запас поступил в Высшую коммунистическую сельскохозяйственную школу в Горьком, но окончил только первый курс, так как по партийному призыву был направлен в школу летчиков. С 1934 года до выхода в отставку в 1957 году вновь служил в Красной Армии. В 1937 году окончил Харьковскую военную авиационную школу лётчиков. С ноября 1937 по июль 1938 года служил младшим лётчиком в 53-м бомбардировочном полку. Затем вновь направлен на учёбу и в 1939 году окончил шестимесячные курсы лётчиков-комиссаров. С января 1939 года — комиссар эскадрильи в 53-м бомбардировочном авиаполку.
С мая 1939 года — комиссар эскадрильи в 22-м истребительном авиационном полку. В этой должности участвовал в боях на реке Халхин-Гол в мае-сентябре 1939 года. Там Ворожейкин провёл 30 воздушных боёв, в результате которых им было лично сбито 6 японских самолётов.
С февраля 1940 года — военком авиационной эскадрильи 38-го истребительного авиаполка ВВС Прибалтийского военного округа. В этой должности участвовал в советско-финской войне 1939—1940 годов.
С марта 1940 года — заместитель командира эскадрильи по политчасти, а с марта 1941 года — командир эскадрильи в 342-м истребительном авиаполку Закавказского военного округа.

### Великая Отечественная война
В 1942 году окончил Военно-воздушную академию. С августа 1942 года участвует в боях Великой Отечественной войны на Калининском и Воронежском (с 20 октября 1943 года 1-й Украинский) фронтах. С августа 1942 года — заместитель командира, с июля 1943 года — командир истребительной авиационной эскадрильи 728-го истребительного авиаполка 256-й истребительной авиадивизии 5-го истребительного авиакорпуса во 2-й воздушной армии. К январю 1944 года командиром эскадрильи капитаном Ворожейкиным было совершено 78 боевых вылетов. В 32 воздушных боях лично уничтожил 19 вражеских самолётов.
Указом Президиума Верховного Совета СССР «О присвоении звания Героя Советского Союза офицерскому составу военно-воздушных сил Красной Армии» от 4 февраля 1944 года за «образцовое выполнение боевых заданий командования на фронте борьбы с немецкими захватчиками и проявленные при этом отвагу и геройство» удостоен звания Героя Советского Союза с вручением ордена Ленина и медали «Золотая Звезда» (№ 2043).
В следующие полгода командиром эскадрильи Ворожейкиным А. В. было совершено ещё 28 боевых вылетов с участием в 14 воздушных боях. В результате чего лично им было сбито 11 самолётов противника. За эти подвиги Указом Президиума Верховного Совета СССР от 19 августа 1944 года капитан Ворожейкин Арсений Васильевич награждён второй медалью «Золотая Звезда» (№ 28). С июля 1944 года — заместитель командира 32-го истребительного авиаполка 256-й истребительной авиационной дивизии. С октября 1944 года Ворожейкин занимал должность старшего инструктора-лётчика Главного управления боевой подготовки фронтовой авиации РККА, при этом продолжал совершать боевые вылеты до конца войны.
1 мая 1945 года лётчики 2-й воздушной армии гвардии капитан В. К. Новоселов и майор Н. А. Малиновский в сопровождении 16 истребителей под командованием дважды Героя Советского Союза полковника А. В. Ворожейкина в составе Героев Советского Союза В. Н. Буянова, И. П. Лавейкина, П. И. Пескова и других лётчиков появились над рейхстагом и сбросили на парашютах красные полотнища. На одном из них было написано «Победа», на обратной стороне — «Слава Советским воинам, водрузившим Знамя Победы над Берлином», а на другом — «Да здравствует 1 Мая».
Всего на счету лётчика-истребителя А. В. Ворожейкина около 400 боевых вылетов, 52 сбитых лично самолёта противника (из них 6 — на Халхин-Голе) и 14 в группе. Один из наиболее результативных асов советской истребительной авиации.

### Послевоенное время
С октября 1945 года дважды Герой Советского Союза Ворожейкин командовал 9-м гвардейским истребительным авиационным полком в 128-й истребительной авиадивизии. В декабре 1947 — ноябре 1950 года — старший инспектор Управления боевой подготовки истребительной авиации ВВС Советской Армии. В 1952 году окончил Высшую военную академию имени К. Е. Ворошилова. С марта 1953 года командовал 108-й истребительной авиационной дивизией в 76-й воздушной армии Ленинградского военного округа. В августе 1953 года дивизия в полном составе вместе с командиром была переведена из Советской Армии в Военно-Морской флот СССР и перебазирована в состав ВВС Черноморского флота СССР. 
Воинское звание «генерал-майор авиации» присвоено 31 мая 1954 года.
С марта 1955 года — помощник командира ВВС 4-го флота СССР. С марта 1956 года — первый заместитель командующего ПВО Черноморского флота СССР.
С 1957 года генерал-майор авиации Ворожейкин А. В. в отставке по болезни. Жил в  Москве, занимался литературной деятельностью.
Умер 23 мая 2001 года. Похоронен на Троекуровском кладбище Москвы.

## Награды
- Медаль «Золотая Звезда» Героя Советского Союза № 2043 (04.02.1944).
- Медаль «Золотая Звезда» Героя Советского Союза № 28 (19.08.1944).
- Орден Ленина (1944).
- 4 ордена Красного Знамени (1939, 1943, 1947, 1953).
- Орден Суворова III-й степени (1944).
- Орден Александра Невского (1943).
- Орден Отечественной войны I-й степени (1985).
- 2 ордена Красной Звезды (1947, 1955).
- Медали СССР.

Иностранные награды
- Крест лётных заслуг (США, 1945).
- Орден Красного Знамени (Монголия, 10.08.1939).

## Память
- Бронзовый бюст Героя установлен в Городце.
- Именем А. В. Ворожейкина названы улицы  Городца и Нижнего Новгорода.
- В 2005 году в Нижегородском кремле была установлена стела в память А. В. Ворожейкина и В. Г. Рязанова.
- Имя А. В. Ворожейкина носит школа №1 в которой он учился (город Городец).

## Сочинения
- Заметки об огневом мастерстве. — М.: Воениздат, 1945 (Дата обращения: 1 октября 2015)
- Истребители. — М.: Воениздат, 1961 (Дата обращения: 1 октября 2015)
- Над Курской дугой. — М.: Воениздат, 1962. (Дата обращения: 1 октября 2015)
- Тверже стали. — М.: Воениздат, 1963 г.
- Рассвет над Киевом. — М.: Воениздат, 1966. (Дата обращения: 1 октября 2015)
- Под нами Берлин. — Горький: Волго-Вятское книжное издательство, 1970.  (Дата обращения: 10 мая 2009)
- Рядовой авиации. — М., 1972;
- Сильнее смерти. — М.: Детская литература, 1978. (Дата обращения: 1 октября 2015)
- Последние атаки. — М.: изд-во ДОСААФ, 1979;
- Солдаты неба: Документальная повесть. — М.:Детская литература, 1981.
- Солдаты неба. — М.: Воениздат, 1986. (Дата обращения: 1 октября 2015)
- Небо истребителя. — М.: Воениздат, 1991. (Дата обращения: 1 октября 2015)